# Semien Gondar

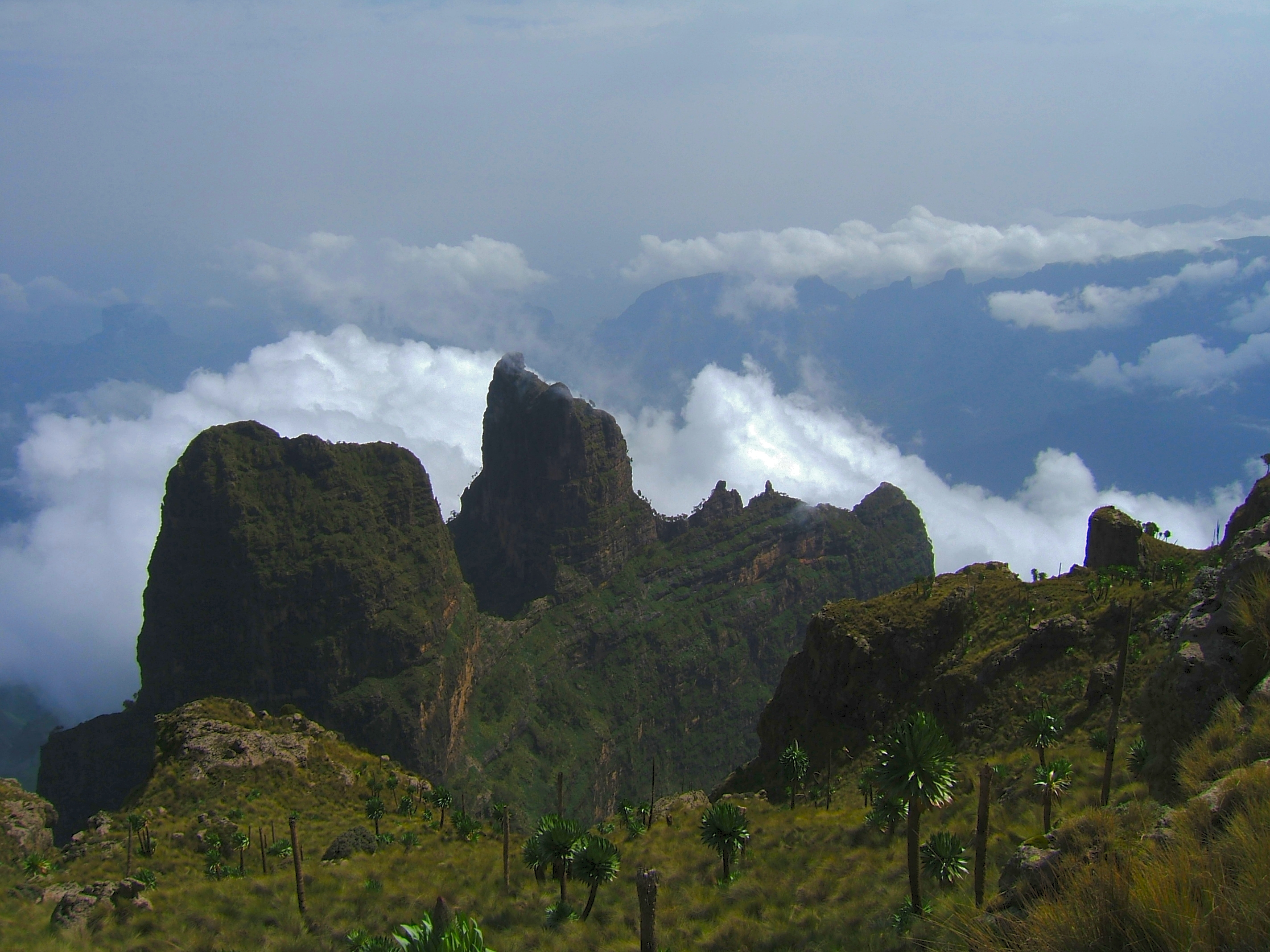
Montes Semien, cerca de Ras Dashan.

Semien Gondar (o "Gondar Norte") es una zona en la región de Amhara en Etiopía. El nombre de esta zona viene de la ciudad de Gondar, la capital de Etiopía hasta mediados del siglo XIX y fue empleado como nombre de la provincia de Begemder durante el siglo XX.
Semien Gondar linda al sur con el Lago Tana, la Mirab (Oeste) Gojjam y la región de Benishangul-Gumuz, al oeste con Sudán, al norte con la Región de Tigray, al este con la Wag Hemra y al sudeste con la Debub Gondar. Entre las ciudades de Gondar están Debarq, Emfranz, Gondar, Gorgora y Metemma. 

## Demografía
Basado en las estadísticas del 2005 de Centro de Estadística de Etiopía, esta zona tenía una población total de 2.903.165 habitantes, de los cuales 1.467.567 eran hombres y 1.435.598 mujeres; 409.821, el 14.1%, de la población vive en ciudades. Con un territorio de 48.204,39 kilómetros cuadrados, Semien Gondar tiene una densidad de población de 60,23 habitantes por km².
Según un memorándum del 24 de mayo de 2004 del World Bank, el 7 % de los habitantes tienen acceso a la electricidad  y tiene 21,2 kilómetros de carreteras por cada 1000 km², siendo la media nacional de 30 kilómetros., En esta zona la finca rural media tiene 1,2 hectáreas de tierra (el promedio nacional es de 1,01 hectáreas de tierra y de 0,75 para la región de Ahmara) y el equivalente a 0,8 cabezas de ganado. El 24,6 % de la población está en empleos no agrícolas, mientras que el promedio nacional es del 25 % y el regional del 21 %. El 50 % de todos los niños en edad de primaria están escolarizados y el 13 % de los de edad de secundaria. El 62 % de la zona se expone a la malaria, pero no a la mosca Tse-tse. El memorándum dio a esta zona un grado de riesgo de sequía de 506.

## Woredas
- Addi Arkay
- Alefa
- Belessa
- Beyeda
- Chilga
- Dabat
- Debarq
- Dembiya
- Gondar
- Gondar Zuria
- Jan Amora
- Lay Armachiho
- Metemma
- Qwara
- Sanja
- Wegera